# Raba Wyżna (gmina)
Pour le village, voir Raba Wyżna.
Raba Wyżna est une gmina (commune) rurale du powiat de Nowy Targ, Petite-Pologne, dans le sud de la Pologne. Son siège est le village éponyme, qui se situe environ 14 km au nord-ouest de Nowy Targ et 55 km au sud de la capitale régionale Cracovie.
La gmina couvre une superficie de 88,28 km2 pour une population de 13 525 habitants.

## Géographie
La gmina inclut les villages de Bielanka, Bukowina-Osiedle, Harkabuz, Podsarnie, Raba Wyżna, Rokiciny Podhalańskie, Sieniawa et Skawa.
La gmina borde la ville de Jordanów et les communes de Czarny Dunajec, Jabłonka, Jordanów, Lubień, Nowy Targ, Rabka-Zdrój et Spytkowice.